# 丰特努瓦拉茹特
丰特努瓦拉茹特（法語：Fontenoy-la-Joûte，法語發音：[fɔ̃tnwa la ʒut]）是法国默尔特-摩泽尔省的一个市镇，属于吕内维尔区。

## 地理
丰特努瓦拉茹特（48°27'20"N, 6°39'34"E）面积10.89 平方千米，位于法国大東部大區默尔特-摩泽尔省，该省份为法国东北部内陆省份，是洛林的一部分，北邻比利时、卢森堡，北起顺时针与摩泽尔省、下莱茵省、孚日省和默兹省接壤。
与丰特努瓦拉茹特接壤的市镇（或旧市镇、城区）包括：梅纳尔蒙、弗兰、格隆维尔、穆瓦延、巴济安、栋塔伊。

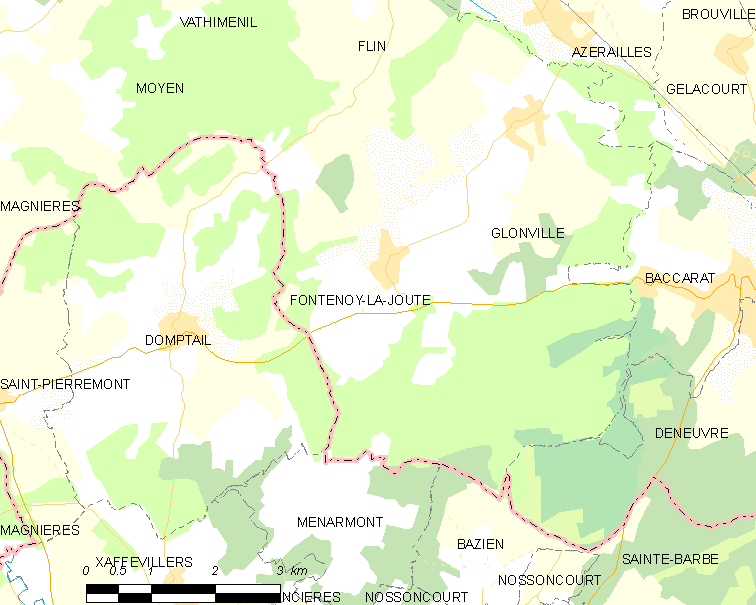
丰特努瓦拉茹特的OSM定位图

丰特努瓦拉茹特的时区为UTC+01:00、UTC+02:00（夏令时）。

## 行政
丰特努瓦拉茹特的邮政编码为54122，INSEE市镇编码为54201。

## 政治
丰特努瓦拉茹特所属的省级选区为巴卡拉县。

## 人口

1962-2008年间丰特努瓦拉茹特人口变化图示

丰特努瓦拉茹特于2022年1月1日时的人口数量为311人。